# Нож для томатов

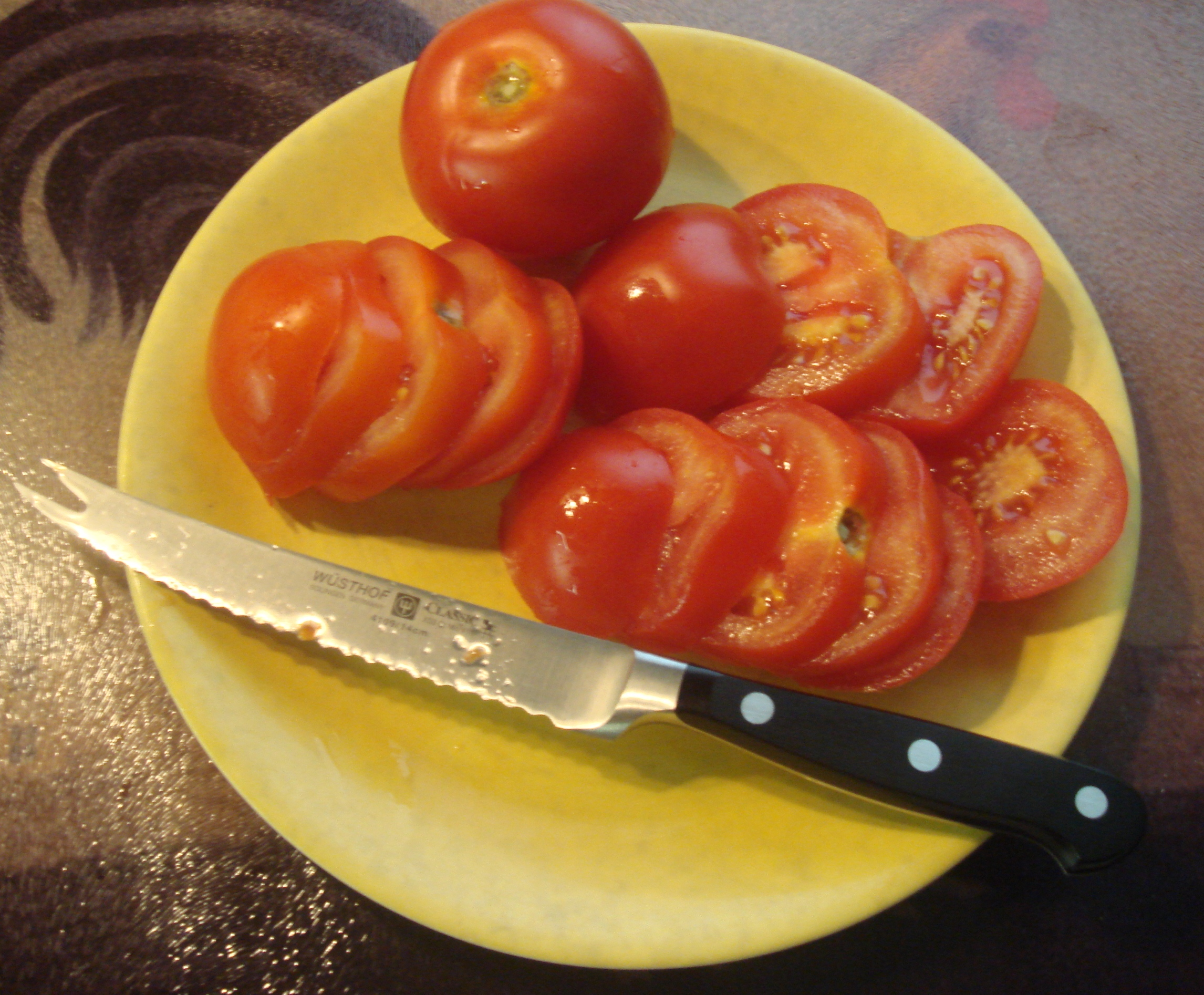
Нож для томатов с раздвоенными кончиками

Нож для тома́тов — небольшой зазубренный кухонный нож для разрезания помидоров. Зубчатый край ножа позволяет резать кожицу помидора быстро и с минимальным давлением без измельчения мякоти. Многие ножи для томатов имеют раздвоенные кончики, которые позволяют поднимать и перемещать дольки помидора, после того как они были отрезаны. Подобные ножи применяются и для резки любых фруктов и овощей с твёрдой кожицей и нежной мякотью.

## Галерея ножей для томатов

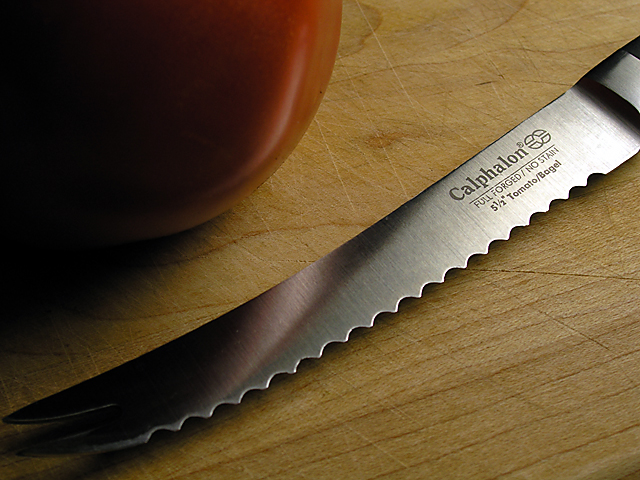
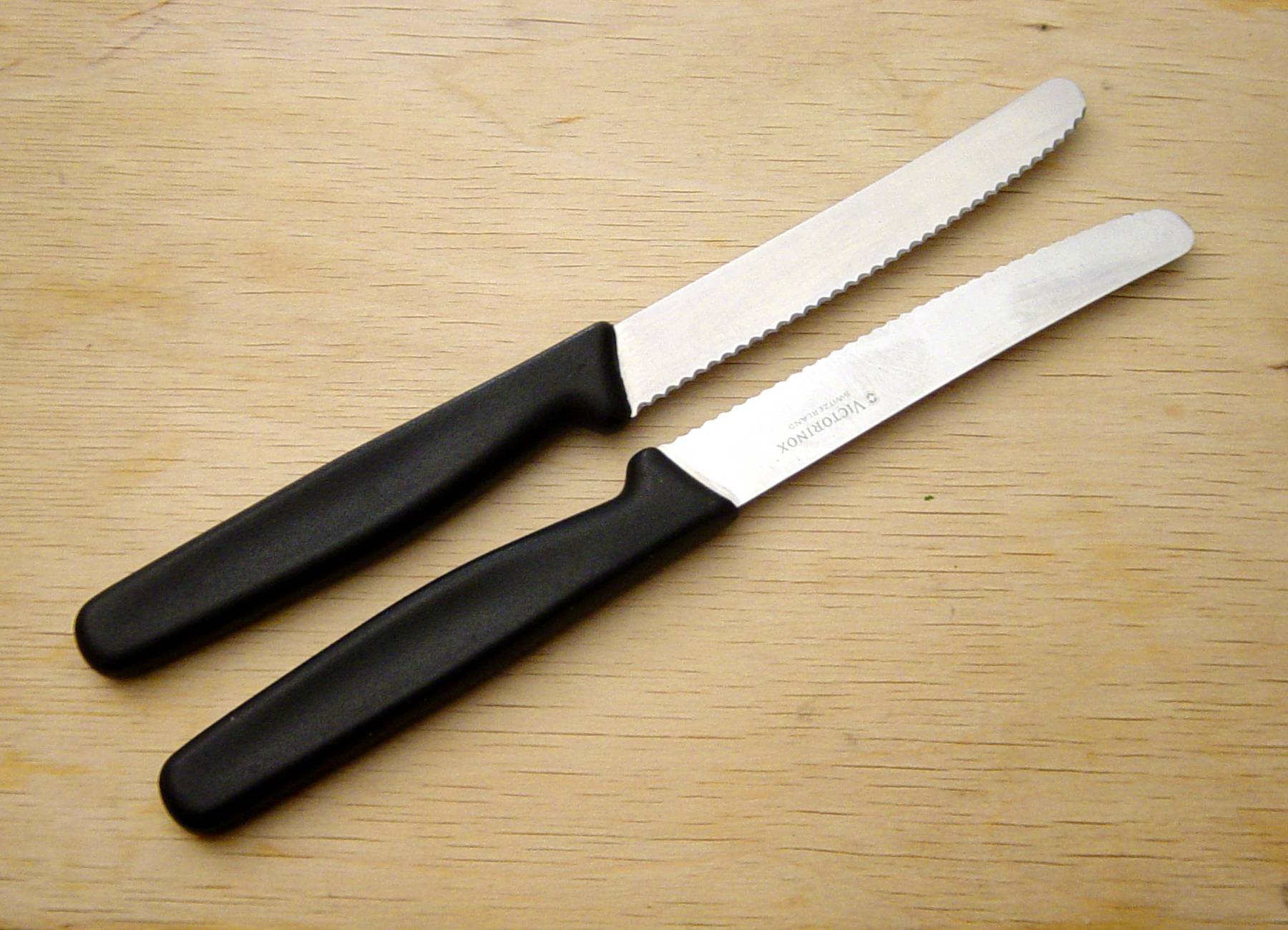
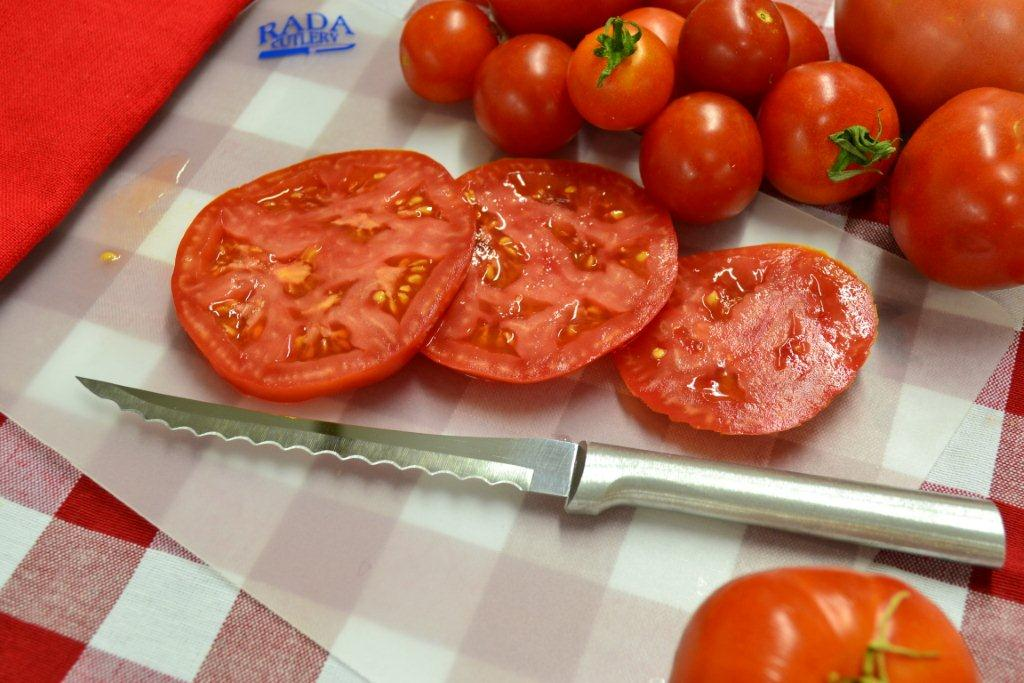